# Acanthagrion williamsoni
Acanthagrion williamsoni là một loài chuồn chuồn kim trong họ Coenagrionidae.
Acanthagrion williamsoni được Leonard miêu tả khoa học năm 1977.